# Maria Chiara Carrozza
Maria Chiara Carrozza (ur. 16 września 1965 w Pizie) – włoska fizyk, wykładowczyni akademicka, deputowana, od 2013 do 2014 minister edukacji w rządzie Enrica Letty.

## Życiorys
Ukończyła w 1990 studia z zakresu fizyki na Uniwersytecie w Pizie. W 1994 obroniła doktorat w szkole wyższej Scuola Superiore di Sant’Anna. Swoją karierę naukową związała z tą uczelnią. W 2006 została profesorem bioinżynierii i robotyki, w latach 2007–2013 pełniła funkcję jej rektora. Wykładała jako profesor wizytujący m.in. na uniwersytetach w Wiedniu i Tokio.
Przystąpiła do Partii Demokratycznej. Z jej ramienia w wyborach 2013 uzyskała mandat posłanki do Izby Deputowanych XVII kadencji. 27 kwietnia 2013 kandydat na premiera Enrico Letta ogłosił jej nominację na urząd ministra edukacji, szkolnictwa wyższego i badań naukowych. Funkcję tę objęła następnego dnia i pełniła ją do 22 lutego 2014.
W 2021 została przewodniczącą krajowej rady nauki (Consiglio Nazionale delle Ricerche).